# Río de Oro

Spanyol-Szahara térképe Río de Oróval

Río de Oro az egykori Spanyol-Szahara két tartománya közül a délinek volt a megjelölése. Az északi tartománnyal (Seguia el Hamra) ma a Marokkó által igazgatott Nyugat-Szahara territóriumának a része. Nevét (Arany-folyó) a területe közepén lévő időszakos folyó (vádi) után kapta.
A teljes területe 184 000 km², áthalad rajta a ráktérítő. A tartomány központja a spanyol időkben Villa Cisneros nevet viselő kikötőváros, a mai Dakhla.
1975-ben Spanyolország kivonta a csapatait és a gyarmati terület feletti ellenőrzést átadta két szomszédos államnak, az észak felől határos Marokkónak és a dél felől határos Mauritániának.
A 26. szélességi fok képezte az északi határt. A déli határa a félszigetet képező Cabo Blancónál (Fehér-fok) kezdődik. Ezen a félszigeten található a második legfontosabb település, La Gouira. Ezt a félszigetet Mauritánia továbbra is megszállása alatt tartotta annak ellenére, hogy a terület többi részéről, melyet Spanyolországtól 1976 után átvett és melyen elismerte Nyugat-Szahara államot, már kivonult.
A Mauritánia és Marokkó által igazgatott zónák közötti határvonal egy olyan egyenes vonal volt, mely nyugaton az óceán partjánál az északi szélesség 24°-ánál kezdődött (Dakhlától északra) és keleten a mauritániai határhoz a 23°-nál csatlakozott (azaz a határvonal délnek lejtett).
Az Arany-folyó nevet még a portugál kereskedők adták a területnek, akik 1442-ben az áruikért cserébe aranyport kaptak az itteni partokon. Ők ebből úgy vélték, hogy itt található a 14. században Európában ismertté vált, Mansa Musa vezette aranyban gazdag ország (Mali) tengerpartja. Valójában ott soha nem találtak aranyat, hanem csak innen távolabb délre, a vangara törzs területén, a Niger folyótól délre. Néhány történelmi térkép – így Diego Ribera egy 1529-ből származó térképe is – egy folyót ábrázolnak, mely Fekete-Afrika szívéből indul és az Atlanti-óceánba torkollik. Az újabb térképeken egy jóval rövidebb folyót rajzoltak be, mely a Megeta Mersug vádi öbléből indul ki, holott egy spanyol kormányzati expedíció már 1886-ban arra a következtetésre jutott, hogy ez a folyó egyáltalán nem létezik. Ennek a tévedésnek oka az lehet, hogy a hosszú és szűk öbölformát az első felfedezők folyótorkolatnak vélték.
A terület partjainál került sor az első világháború egyik első tengeri harccselekményére, a Río de Oró-i ütközetre, mikor a segédcirkálóvá átalakított német Kaiser Wilhelm der Große óceánjáró szénvételezését megzavarta a Highflyer brit cirkáló felbukkanása. A másfélórás tűzharc után a németek lőszerkészlete elfogyott és a csaknem sértetlen hajójukat elsüllyesztették, nehogy ellenséges kézre kerüljön. A brit hajóparancsnok csatajelentésének érdekessége, hogy benne a Río de Oróra mint folyótorkolatra hivatkozott.